# Надбелье
Надбелье — деревня в Ям-Тёсовском сельском поселении Лужского района Ленинградской области.

## История
Впервые упоминается в Писцовой книге Водской пятины 1500 года, как сельцо Надбелье на Оредежи в Никольском Бутковском погосте Новгородского уезда.
Владелицей имения Надбелье во второй половине XVIII века была Наталья Михайловна Вындомская, урождённая Скобельцына.
Деревня Надбелье обозначена на карте Санкт-Петербургской губернии Ф. Ф. Шуберта 1834 года.

НАДБЕЛЬЕ — деревня, принадлежит: генерал-майорше Бегичевой, число жителей по ревизии: 70 м п., 76 ж. п.

надворному советнику Обольянинову, число жителей по ревизии: 9 м п., 10 ж. п.

штык-юнкерше Катерине Пыхачевой, число жителей по ревизии: 10 м п., 9 ж. п. (1838 год)

Деревня Надбелье отмечена на карте профессора С. С. Куторги 1852 года.

НАДБЕЛЬЕ — мыза господина Дашкова, по просёлочной дороге (1856 год)

НАДБЕЛЬЕ — сельцо и мыза владельческие при реке Оредежи, число дворов — 5, число жителей: 10 м п., 12 ж. п.; Завод винокуренный. (1862 год)

Согласно материалам по статистике народного хозяйства Лужского уезда 1891 года, мыза Надбелье принадлежала наследникам вдовы тайного советника П. И. Дашковой, мыза была приобретена до 1868 года. В мызе имелись: кузница, водяная и ветряная мельницы, парники, оранжереи, фруктовый и ягодный сад, а также кирпичный завод и дом у станции Преображенская, сдаваемый в аренду под трактир.
В XIX — начале XX века деревня административно относилась к Бутковской волости 1-го земского участка 1-го стана Лужского уезда Санкт-Петербургской губернии.
По данным «Памятной книжки Санкт-Петербургской губернии» за 1905 год 11 821 десятина земли в деревне Надбелье принадлежала дворянам Анне, Павлу, Андрею и Дмитрию Яковлевичам Дашковым.
Согласно карте из «Исторического атласа Санкт-Петербургской Губернии» 1915 года в деревне Надбелье находились две ветряные мельницы.
С 1917 по 1927 год деревня Надбелье входила в состав Бутковского сельсовета Бутковской волости Лужского уезда.
С 1927 года, в составе Оредежского района.
По данным 1933 года хутор Надбелье входил в состав Бутковского сельсовета Оредежского района.
C 1 августа 1941 года по 31 января 1944 года деревня находилась в оккупации.
С 1959 года, в составе Моровинского сельсовета Лужского района.
С 1965 года, в составе Пристанского сельсовета. В 1965 году население деревни Надбелье составляло 245 человек.
По данным 1966 и 1973 годов деревня Надбелье также входила в состав Пристанского сельсовета Лужского района.
По данным 1990 года деревня Надбелье входила в состав Ям-Тёсовского сельсовета.
По данным 1997 года в деревне Надбелье Ям-Тёсовской волости проживали 83 человека, в 2002 году — 76 человек (русские — 83 %).
В 2007 году в деревне Надбелье Ям-Тёсовского СП проживали 69 человек, в 2010 году — 54, в 2013 году — 68.

## География
Деревня расположена в восточной части района на автодороге 41А-004 (Павлово — Мга — Луга).
Расстояние до административного центра поселения — 8 км.
Расстояние до ближайшей железнодорожной станции Оредеж — 11 км.
Деревня расположена на левом берегу реки Оредеж и левом берегу её притока, реки Белая.

## Демография
| 1838 | 1862 | 1965 | 1997 | 2007 | 2010 | 2017 |
| ---- | ---- | ---- | ---- | ---- | ---- | ---- |
| 184  | ↘22  | ↗245 | ↘83  | ↘69  | ↘54  | ↗67  |

## Фото

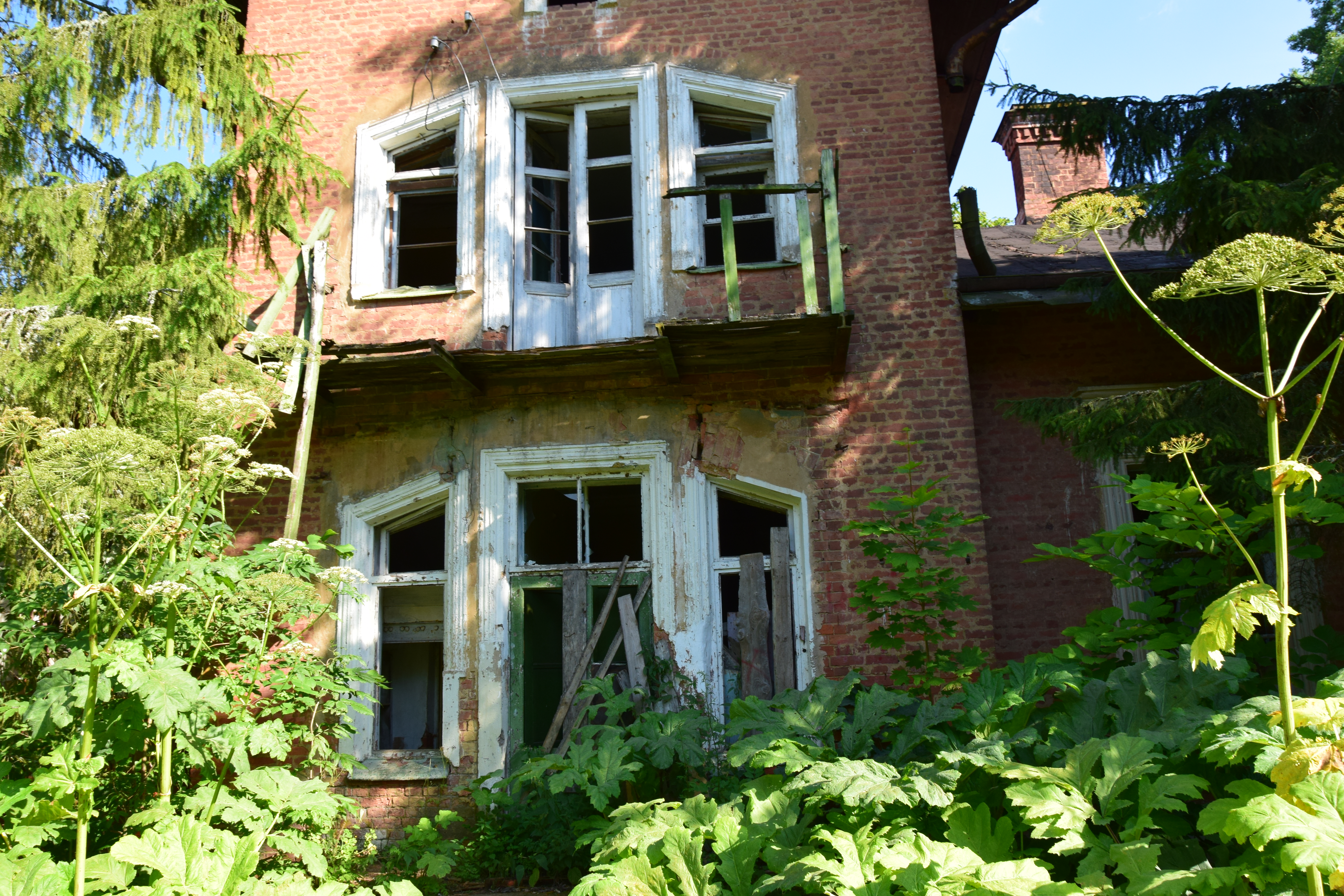
Руины бывшей усадьбы в Надбелье. 2019 год
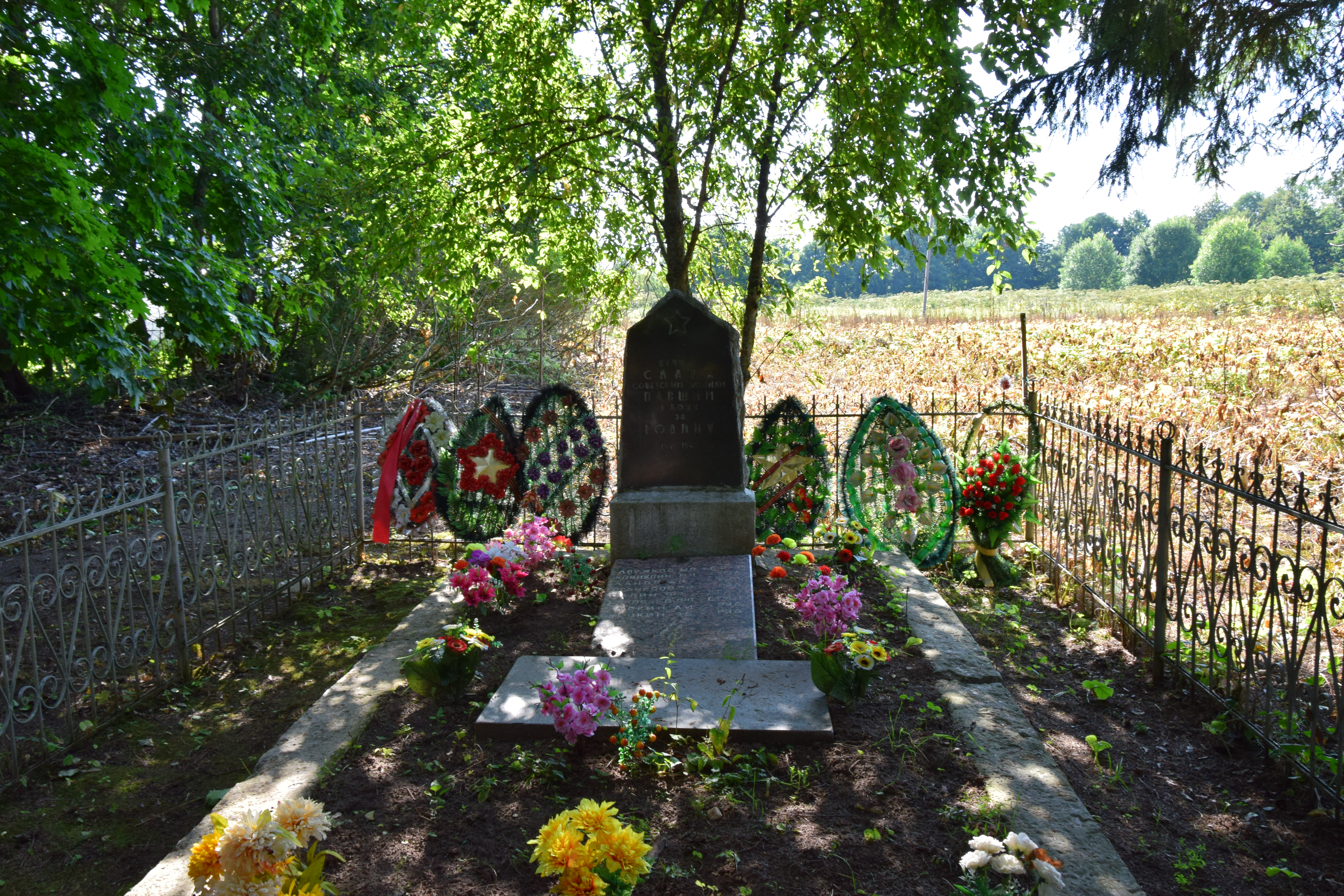
Воинский мемориал. 2019 год

## Улицы
Белая, Журавлиная, Запрудная, Заречная, Новая, Центральная.

## Садоводства
Надбелье.